# آیین برونشوایلر
آیین برونشوایلر (انگلیسی: Iain Brunnschweiler؛ زادهٔ ۱۰ دسامبر ۱۹۷۹) بازیکن کریکت، و بازیکن فوتبال اهل بریتانیا است.
از باشگاه‌هایی که در آن بازی کرده‌است می‌توان به باشگاه فوتبال توتون اشاره کرد.